# Tonight (Silk)
Tonight è il terzo album in studio del gruppo musicale statunitense Silk, pubblicato il 23 marzo 1999 dalla Elektra Records.

## Tracce
1. The Return (Interlude) – 2:35 (Gary Glenn, Gary Jenkins)
2. Tonight – 3:45 (Antoinette Roberson, Darrell "Delite" Allamby, Lincoln Browder)
3. Let's Make Love – 4:41 (Antoinette Roberson, Darrell "Delite" Allamby, Lincoln Browder)
4. If You (Lovin' Me) – 5:37 (Kenneth "Kenny Flav" Dickerson, Antoinette Roberson, Darrell "Delite" Allamby, Lincoln Browder)
5. Meeting in My Bedroom – 5:06 (Darrell "Delite" Allamby, Lincoln Browder)
6. Satisfied – 2:17 (Gary Jenkins)
7. Baby Check Your Friend – 5:01 (Steven Morales, Raymond Basora, David Siegel)
8. I Wonder – 4:30 (Gary Jenkins, Jonathen Rasboro, Mobley, Ben "Smooth" Howe)
9. Sexcellent – 3:51 (Darrell "Delite" Allamby, Lincoln Browder)
10. Love You Down – 4:13 (Maurice Wilcher, Jonathen Rasboro, Gary Jenkins, Gary Glenn, Jimmy Gates Jr., Timothy Cameron, Darrell "Delite" Allamby)
11. Superstar – 4:39 (Gary Jenkins, Rasboro, Timothy Cameron, Jim Seals, Dash Crofts)
12. Playa Road – 5:12 (Gary Jenkins, Jonathen Rasboro, Timothy Cameron)
13. Please Don't Go – 5:06 (Darrell "Delite" Allamby, Gordon Chambers)
14. Back In My Arms – 4:11 (Maurice Wilcher, Valvin Roane II)
15. Turn-U-Out – 4:50 (Gary Jenkins, John Howcott, Donald Parks)
16. If You (Lovin' Me) (2000 Watts Remix) – 4:11 (Kenneth "Kenny Flav" Dickerson, Antoinette Roberson, Darrell "Delite" Allamby, Lincoln Browder)
17. The Vaughn Harper Interview – 4:40

## Classifiche
| Classifica (1999) | Posizione massima |
| ----------------- | ----------------- |
| Stati Uniti       | 46                |